# Ganong Bros.
Pour les articles homonymes, voir Ganong.

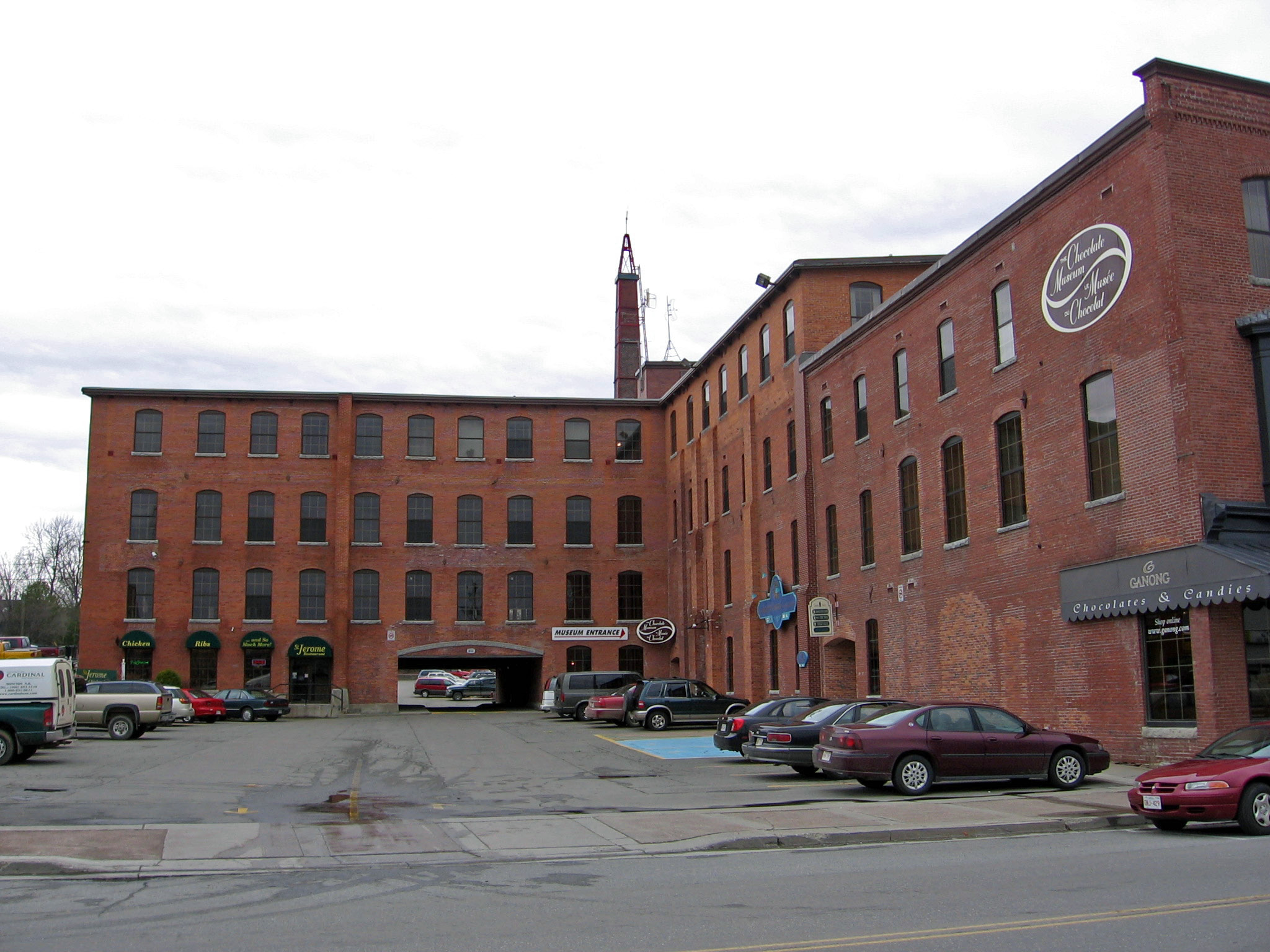
L'ancienne usine de Ganong Bros. Limited, abritant le Musée du Chocolat.

Ganong Bros. Limited est la compagnie de chocolat la plus ancienne du Canada. Elle fut fondée par James et Gilbert Ganong en 1873 à Saint-Stephen (Nouveau-Brunswick), où elle se trouve encore. Son produit principal est le chocolat en boîte.
Ganong Bros. Limited a été l'une des compagnies pionnières de l'industrie du chocolat au Canada. Elle y fut la première à fabriquer une barre chocolatée emballée, une innovation qui prit le nom de «Pal-O-Mine», et la première également à avoir créé une boîte de chocolat en forme de cœur, pour la saison de Noël tout d'abord, puis pour la Saint-Valentin.
La société emploie aujourd'hui près de 400 personnes, possède des magasins à Moncton, Toronto, Vancouver, et distribue ses produits dans les boutiques de la chaîne Laura Secord.

## Divers
Le nom de famille "Ganong" est une déformation du nom original huguenot, «Guenon».
L'histoire de Ganong est relatée au musée du chocolat ouvert en 1999 à St. Stephen et situé dans les bâtiments de la chocolaterie originale.